# 镰叶前胡
镰叶前胡（学名：Peucedanum falcaria）是伞形科前胡属的植物。分布于蒙古、俄罗斯以及中国大陆的新疆等地，生长于海拔1,900米的地区，一般生于干旱草原，目前尚未由人工引种栽培。